# Dryopteris angustifrons
Dryopteris angustifrons là một loài thực vật có mạch trong họ Dryopteridaceae. Loài này được (T. Moore) Kuntze miêu tả khoa học đầu tiên năm 1891.